# 巴伐利亞的瑪克西米莉安妮
巴伐利亞的瑪克西米莉安妮（德語：Maximiliane von Bayern，1810年7月21日—1821年2月4日），巴伐利亞國王馬克西米利安一世的幼女。
1821年，瑪克西米莉安妮因傷寒去世，年僅10歲。死後葬在慕尼黑的鐵阿提納教堂。